# Jussiaea
- Commons
- Wikispecies

Jussiaea L. é um género botânico pertencente à família Onagraceae.

## Espécies
| - Jussiaea abyssinica - Jussiaea acuminata Sw. - Jussiaea adscendens - Jussiaea affinis DC. - Jussiaea africana | - Jussiaea anastomosans' - Jussiaea angustifolia - Jussiaea biacuminata - Jussiaea bonariensis - Jussiaea brachycarpa - Jussiaea pilosa Kunth. |

- Lista completa

## Classificação do gênero
| Sistema | Classificação                     | Referência               |
| ------- | --------------------------------- | ------------------------ |
| Linné   | Classe Decandria, ordem Monogynia | Species plantarum (1753) |